# Resilience
Resilience — п'ятий студійний альбом американського хард-рок-гурту Drowning Pool. Альбом вийшов 9 квітня 2013 року. Це перший альбом гурту, записаний за участі нового вокаліста — Джейсена Морено. Його також зробили доступним для онлайн-завантаження із iTunes, а також у форматі MP3 на сайті Amazon.

## Стиль та тематика
Особливістю альбому є набагато агресивніший та величніший звук, якщо порівнювати із попередньою творчістю гурту. Це насамперед альбом у стилі хеві-метал, але із натяками на пост-ґрандж. До його ліричної тематики входять вечірки («Saturday Night»), протистояння, опір, гнів («One Finger and a Fist») та інші подібні теми.

## Сингли
На даний момент було видано три сингли з альбому. Перший сингл, «In Memory Of…» — був присвячений найпершому вокалісту гурту — Дейву Вільямсу, і вийшов 14 серпня 2012 року, на десяту річницю його смерті. Наступний сингл, «Saturday Night», вийшов 13 листопада 2012 року, а третій — «One Finger and a Fist» — вийшов 29 січня 2013 року.

## Виробництво та передумови
Альбом був записаний на студії House of Loud Studio у Нью-Джерсі, і остаточно допрацьований у Далласі. Продюсуванням альбому займався також Като Кандвалла. У пості на офіційній сторінці гурту на фейсбуці, гітарист К.Дж. Пірс написав:

| «Для нас всіх було справжнім задоволенням працювати із Джейсеном Морено. Він одразу влився в колектив і з ходу взявся за роботу. Він — це все, чого ми чекали від соліста. Джейсен прийшов і одразу розпочав працю над новою музикою для нашого наступного CD. З поваги до всіх наших попередніх вокалістів, а найбільше — до фанів Drowning Pool — він вивчив кожну пісню з кожного альбому, який ми видали в минулому. Джейсен приніс нам не лише новий голос, а й новий вогонь для музики Drowning Pool. Ми чекаємо-недочекаємось, коли ж врешті можна буде продемонструвати всім нашу нову музику на концертному виступі.»[5] Оригінальний текст (англ.) «It's been a real pleasure for all of us working with Jasen Moreno. He jumped right in and stepped up to the plate. He's everything we hoped for in a singer. Jasen came in and got straight to work on new music for our next CD. Out of respect to all past singers, and most importantly the Drowning Pool fans, he learned every song from every CD we've made in the past as well. Jasen has brought us not only a new voice but a new fire to the Drowning Pool sound. We all can't wait to get the new music out to there to everyone with the live show.» |
У вересні 2012 року в інтерв'ю, яке він давав Guitar World, Джейсен Морено сказав:

| «Я надзвичайно щасливий та вдячний бути членом родини Drowning Pool. Всі влаштували мені теплий прийом, а особливо — фани. Ніяк не можу припинити їх вихваляти. Вони дали мені змогу відчути себе наче вдома. І перший концертний тур просто не міг пройти краще!»[5] Оригінальний текст (англ.) «I am extremely happy and very grateful to be a part of the Drowning Pool family. Everyone's been so welcoming, especially the fans. I can't praise them enough. They've made me feel right at home. This first run of live shows couldn't have gone any better!» |

## Сприйняття критиків
Resilience отримав змішані відгуки. Журнал Revolver розкритикував «One Finger and a Fist» за те, що стосовно пісні зроблено «велику кількість непереконливих заяв про те, начебто вона — „хардкорова“», а «Saturday Night» — за те, що вона стала «незграбною спробою створити пісню для вечірок», проте журнал описав композиції «Anytime Anyplace», «Life of Misery» та «Broken Again» як такі, що «вриваються крізь парадні двері як розлючений бик.» Metal Storm описали Джейсена як достойну заміну для Раяна Мак-Комбза, а пісню «Life of Misery» назвали найсильнішою композицією альбому. Ш'ям Райдев із журналу Sound and Motion дуже позитивно висловився стосовно альбому, а також назвав його соло-мелодії «неймовірними», а до вокалу Джейсена Морено віднісся як до основної особливості альбому.

## Список треків
Автор музики і слів Drowning Pool. 
| #     | Назва                   | Тривалість |
| ----- | ----------------------- | ---------- |
| 1.    | «Anytime Anyplace»      | 3:36       |
| 2.    | «Die for Nothing»       | 3:12       |
| 3.    | «One Finger and a Fist» | 3:06       |
| 4.    | «Digging These Holes»   | 3:48       |
| 5.    | «Saturday Night»        | 3:53       |
| 6.    | «Low Crawl»             | 3:39       |
| 7.    | «Life of Misery»        | 3:50       |
| 8.    | «Broken Again»          | 3:19       |
| 9.    | «Understand»            | 3:41       |
| 10.   | «Bleed With You»        | 3:30       |
| 11.   | «Skip to the End»       | 3:38       |
| 39:34 |                         |            |

| Подарункове видання | Подарункове видання | Подарункове видання |
| #                   | Назва               | Тривалість          |
| ------------------- | ------------------- | ------------------- |
| 12.                 | «In Memory Of...»   | 3:56                |
| 13.                 | «Blindfold»         | 3:11                |
| 46:41               |                     |                     |

| Подарункове видання на iTunes | Подарункове видання на iTunes | Подарункове видання на iTunes |
| #                             | Назва                         | Тривалість                    |
| ----------------------------- | ----------------------------- | ----------------------------- |
| 14.                           | «Apathetic»                   | 3:56                          |
| 15.                           | «One Way Prophecy»            | 3:59                          |
| 54:36                         |                               |                               |

| Подарункове видання — бонусний DVD | Подарункове видання — бонусний DVD     | Подарункове видання — бонусний DVD |
| #                                  | Назва                                  | Тривалість                         |
| ---------------------------------- | -------------------------------------- | ---------------------------------- |
| 1.                                 | «Saturday Night (відеокліп)»           | 4:01                               |
| 2.                                 | «One Finger And A Fist (відеокліп)»    | 3:33                               |
| 3.                                 | «Sinner (жива студійна сесія)»         | 2:53                               |
| 4.                                 | «Bodies (жива студійна сесія)»         | 4:04                               |
| 5.                                 | «Tear Away (жива студійна сесія)»      | 4:28                               |
| 6.                                 | «Told You So (жива студійна сесія)»    | 3:27                               |
| 7.                                 | «Think (жива студійна сесія)»          | 3:46                               |
| 8.                                 | «Step Up (жива студійна сесія)»        | 3:40                               |
| 9.                                 | «Feel Like I Do (жива студійна сесія)» | 3:51                               |
| 10.                                | «Saturday Night (жива студійна сесія)» | 4:02                               |

## Учасники
- Джейсен Морено — фронтмен
- Сі-Джей Пірс — електрогітара
- Стіві Бентон — бас-гітара
- Майк Льюс — ударні

Інші учасники
- Джон Фельдман — виробництво, мікшування та компонування
- Като Хандвалла — виробництво та режисура
- Мері Д'Антоніо — керівництво
- Аллен Ковач — керівництво
- Ден Корнефф — мікшування
- Фред Кеворкіан — мастеринг
- Девід Джексон — дизайн обкладинки та фотозйомка
- Томмі Інґліш — додаткове виробництво, мікшування та режисура
- Тревор Німанн — дизайн